# 1,1-Dibromoethan
1,1-Dibromoethan là một hợp chất hữu cơ trong suốt, có màu hơi nâu, dễ cháy. Nó được phân loại là hợp chất brom hữu cơ, có công thức hóa học là C2H4Br2 và nó là đồng phân vị trí của 1,2-dibromoethan. Nó thường được thấy trong công nghiệp hóa chất, được sử dụng như một chất phụ gia cho nhiên liệu. Nó cũng được sử dụng như một chất khử trùng trong đất để kiểm soát côn trùng.

## Tổng hợp
1,1-Dibromoethan được tổng hợp bằng cách cho hydro bromide tác dụng với vinyl bromide:

## Sự an toàn
1,1-Dibromoethan là một hợp chất hữu cơ có độc tính nhẹ. Các hợp chất của brom và ethan là chất oxy hóa mạnh. Nếu được hấp thụ qua đường hô hấp, 1,1-dibromoethan có thể gây ra các tổn thương về thần kinh và mô.